# Dragonships of Vindras
Dragonships of Vindras este o serie de patru romane de aventuri și de fantezie. Creatorii seriei sunt scriitorii Margaret Weis și Tracy Hickman.
Tracy Hickman a caracterizat povestea ca pe o Odisee modernă fantastică. Seria a apărut la Tor Books.
Prima carte, Bones of the Dragon, a fost lansată pe 6 ianuarie 2009. A doua carte, intitulată Secret of the Dragon, a fost lansată pe 16 martie 2010. A treia carte, Rage of the Dragon, a apărut în 2012.
Inițial planificată ca o serie de șase romane de aventuri și de fantezie, s-a finalizat cu un al patrulea roman, Doom of the Dragon, în 2016.

## Lista romanelor
- Bones of the Dragon (2009)
- Secret of the Dragon (2010)
- Rage of the Dragon (2012)
- Doom of the Dragon (2016)

## Legături externe
- Tracy Hickman's official website
- Tracy & Laura Hickman's DragonHearth podcast site.
- Macmillan's Tor Books site for the series.